# 221 Eos
Eos (asteroide 221) é um asteroide da cintura principal com um diâmetro de 103,87 quilómetros, a 2,7004882 UA. Possui uma excentricidade de 0,1032757 e um período orbital de 1 908,83 dias (5,23 anos).
Eos tem uma velocidade orbital média de 17,16331056 km/s e uma inclinação de 10,8869º.
Este asteroide foi descoberto em 18 de Janeiro de 1882 por Johann Palisa.
Este asteroide recebeu este nome em homenagem à deusa Eos da mitologia grega.